# Bastide de Puget
La Bastide de Puget est une bastide provençale située sur le chemin de Bourtins à Meyreuil, dans le département des Bouches-du-Rhône (France).

## Historique
L'établissement de la bastide est attesté depuis au moins le XVIIIe siècle, car elle a appartenu à Victor d'Hupay, philosophe et écrivain.
La bastide de Puget est maintenant une résidence hôtelière, entourée d'un parc de 4 hectares.

## Informations complémentaires
La bâtisse aurait vu naître le terme "communisme" dans son sens contemporain, créé par Victor d'Hupay dans son premier ouvrage de 1777 Projet de communauté philosophe, écrit dans cette bastide.
C'est dans cette acceptation définie par d'Hupay que Rétif de la Bretonne, qui entretenait une correspondance épistolaire avec le propriétaire de la bastide, repris les termes pour définir "le meilleur gouvernement", lequel "consisterait à mettre en commun tous les produits, tant des champs, des vignes, des prairies, des bestiaux de toute espèce ; que les produits des métiers, des arts, des sciences : de sorte que tout le monde travaillât, comme on travaille aujourd'hui, et que chacun profitât du travail de tous ; tous du travail de chacun."

## Articles liés
- Philosophie
- Communisme
- Provence
- Montagne Sainte-Victoire